# ヴァルデンブルク鉄道
ヴァルデンブルク鉄道（ヴァルデンブルクてつどう、ドイツ語: Waldenburgerbahn）は、スイスのバーゼル＝ラント準州に存在する鉄道路線。2021年まではスイスの旅客鉄道として唯一の軌間750 mmの路線として知られていたが、同年以降近代化プロジェクトの一環で改軌が行われ、2022年現在はメーターゲージ（軌間1,000 mm）の路線となっている。運営はバーゼルラント交通（Baselland Transport AG、BLT）によって行われている。

## 歴史

### 軌間750 mm時代
ヴァルデンブルク渓谷沿いに鉄道を建設する計画は、当時のスイス中央鉄道が1858年にバーゼル - オルテン間に鉄道を開通させた事に始まった。これにより、馬車が通る交通の要衝であったヴァルデンブルクはその役割を奪われる形となり、経済や交通の活性化を目的に19世紀後半以降長大トンネルを含む複数の鉄道プロジェクトが立ち上げられたが、これらは財政面や技術的な要因から実現しなかった。その後、1870年代にヴァルデンブルク渓谷地域における交通の利便性を向上させるため再度鉄道を建設する計画が浮上し、1871年に現在のヴァルデンブルク鉄道の建設計画の承認が行われた。この計画に際しては産業革命後のヴァルデンブルク渓谷の礎となった時計工場を始めとする沿線の需要も大きな支えとなり、1880年11月1日のヴァルデンブルク鉄道開通へと繋がった。その際、軌間については建設費用削減の観点から750 mmの狭軌が採用されている。車両については開通当初スイス・ロコモティブ・アンド・マシン・ワークス（SLM）製の2両の蒸気機関車と4両の客車（2軸車）、数両の貨車が導入され、以降も輸送量増加にともない車両の増備が順次なされていった。

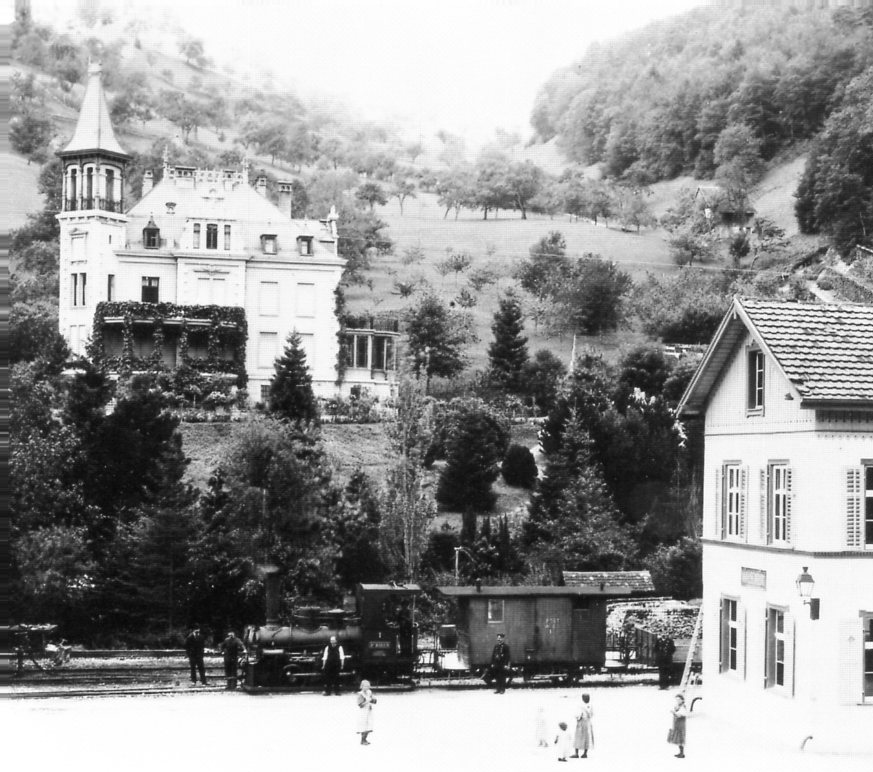
開通当初のヴァルデンブルク鉄道（1892年撮影）

その後、1912年に軌間を1,000 mm（メーターゲージ）に変更する計画が浮上したが、この時点では費用の問題に加え第一次世界大戦の勃発により実現しなかった。また、1920年代後半から1930年代前半にかけて電化計画が立案されたがこれもこの時点では実現せず、長期にわたり蒸気機関車が牽引する客車列車・貨物列車が使用される事となった。
第二次世界大戦後、戦時中の石炭不足による本数削減の経験を基に路線を電化する計画が再度立ち上がり、路線バスやトロリーバスへの置き換え案との比較を経て、1951年に路線の維持および電化が決定した。そして線路や枕木、バラストの交換や改良といった近代化工事、新型電車（CFe4/4 1 - CFe4/4 3）の導入といった工程を経て、1953年10月25日に電化開通式典が実施された。その後、1980年代に入るとヴァルデンブルク渓谷地域の人口増加に伴いヴァルデンブルク鉄道の通勤客の増加が顕著となり、新型電車の導入による輸送力の増強が行われた。その一方で貨物輸送は1984年12月、郵便輸送は1992年5月をもって廃止されている。

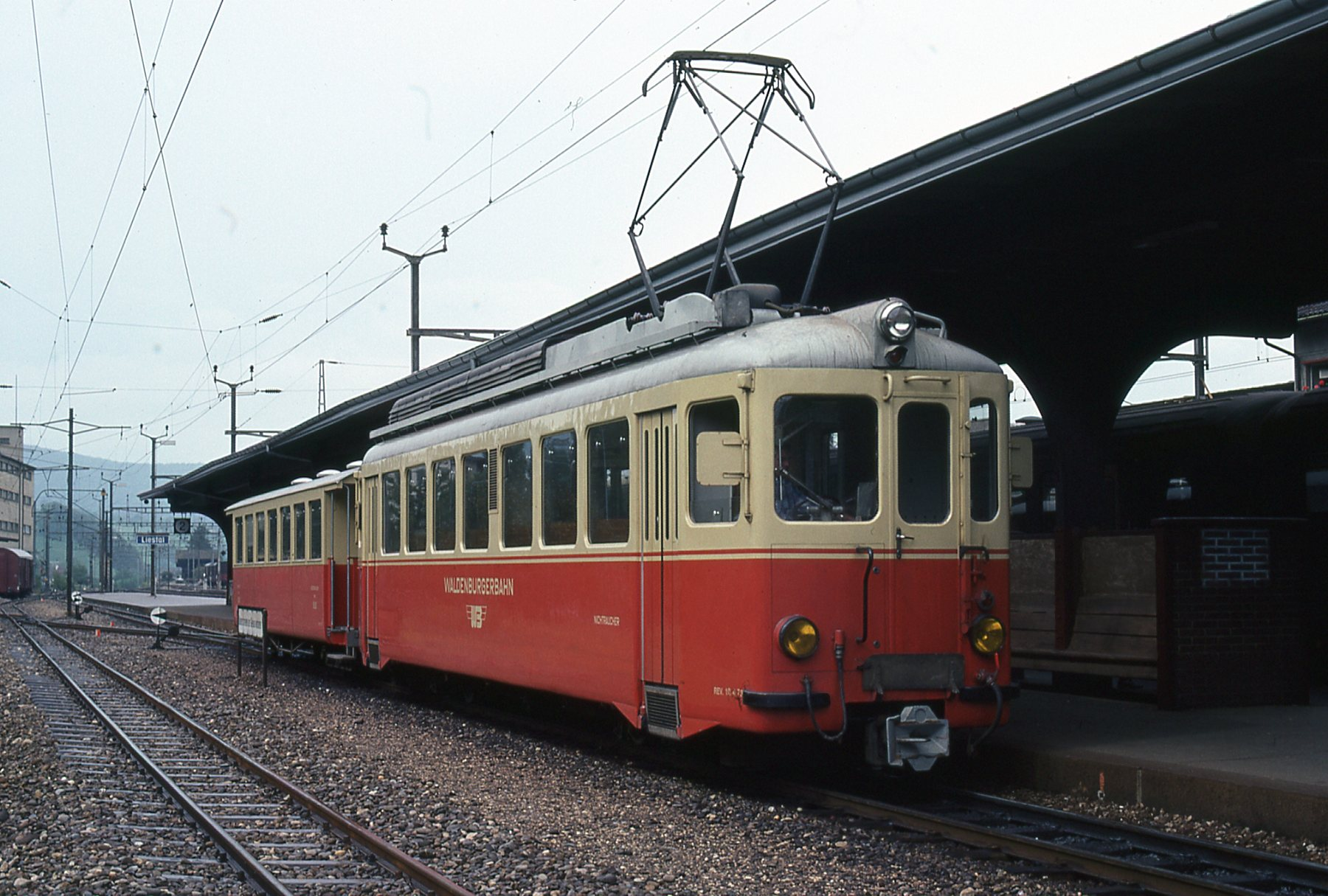
電化時に導入されたBFe4/4形（←CFe4/4形）電車（1979年撮影）
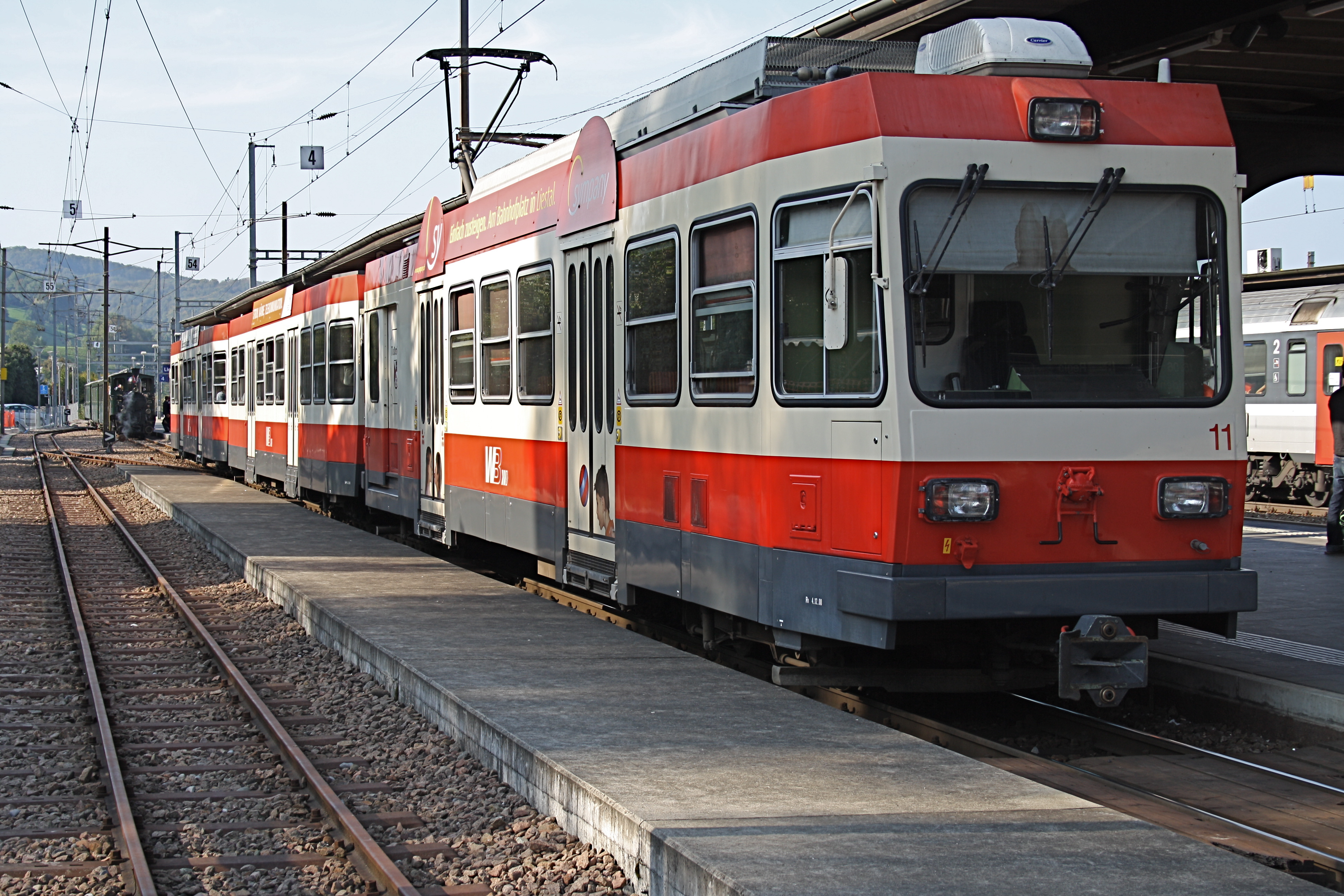
1980年代以降導入された新型電車・BDe4/4形は従来の車両を置き換えた（2009年撮影）
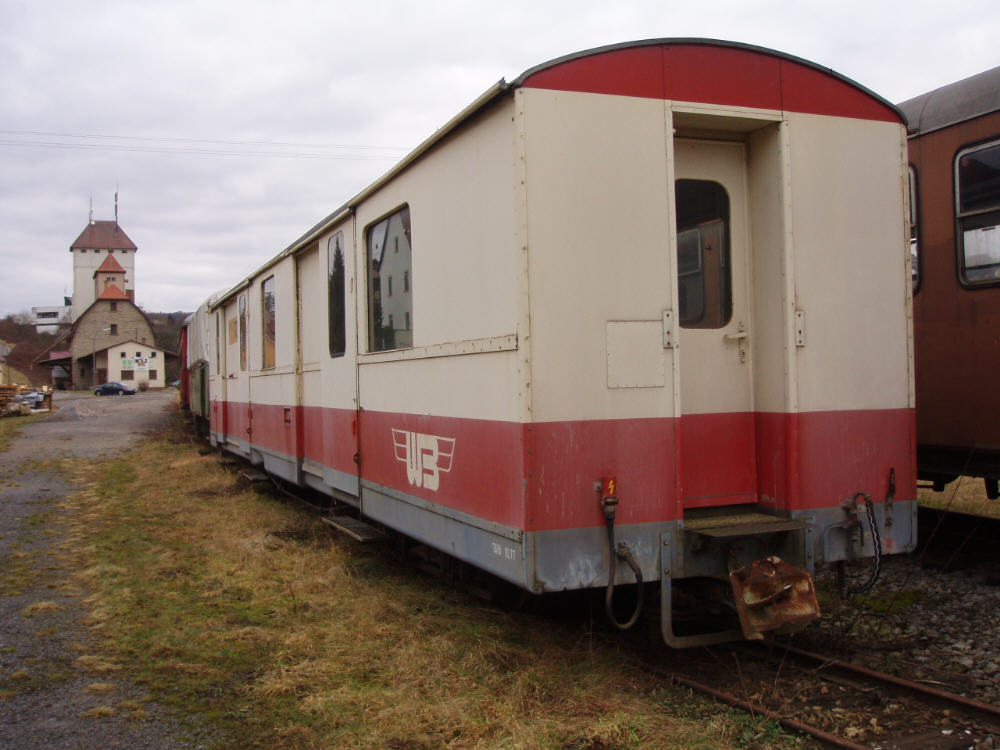
1992年まで行われた郵便輸送で使用された車両（WB 70）（2009年撮影）

### 改軌・近代化プロジェクト
2015年、バーゼル都市州議会はヴァルデンブルク鉄道の軌間を従来の750 mmからスイス各地で多く採用されている1,000 mmへ変更する案を賛成多数により採決した。これはヴァルデンブルク鉄道の将来を見据えた近代化の一環であり、これに加えてリースタル駅の移転、ヴァルデンブルク駅や車両基地の再建、一部の駅の併合および新設、車両の交換設備の拡張、洪水などの災害対策の強化、新型電車の導入といった多数の施策が行われる事となった。
2016年、ヴァルデンブルク鉄道の運営権を有していたヴァルデンブルク鉄道株式会社（Waldenburgerbahn AG）はバーゼル近郊で公共交通機関を運営するバーゼルラント交通に吸収されたが、同事業者は引き続きプロジェクトを進め、2021年4月5日に実施されたさよなら運転をもって750 mm軌間の路線は営業運転を休止し、以降は1年以上の休止期間を設ける事で路線の大規模な改装を実施した。そして2022年12月11日、装いを新たにしたヴァルデンブルク鉄道の営業運転が再開された。

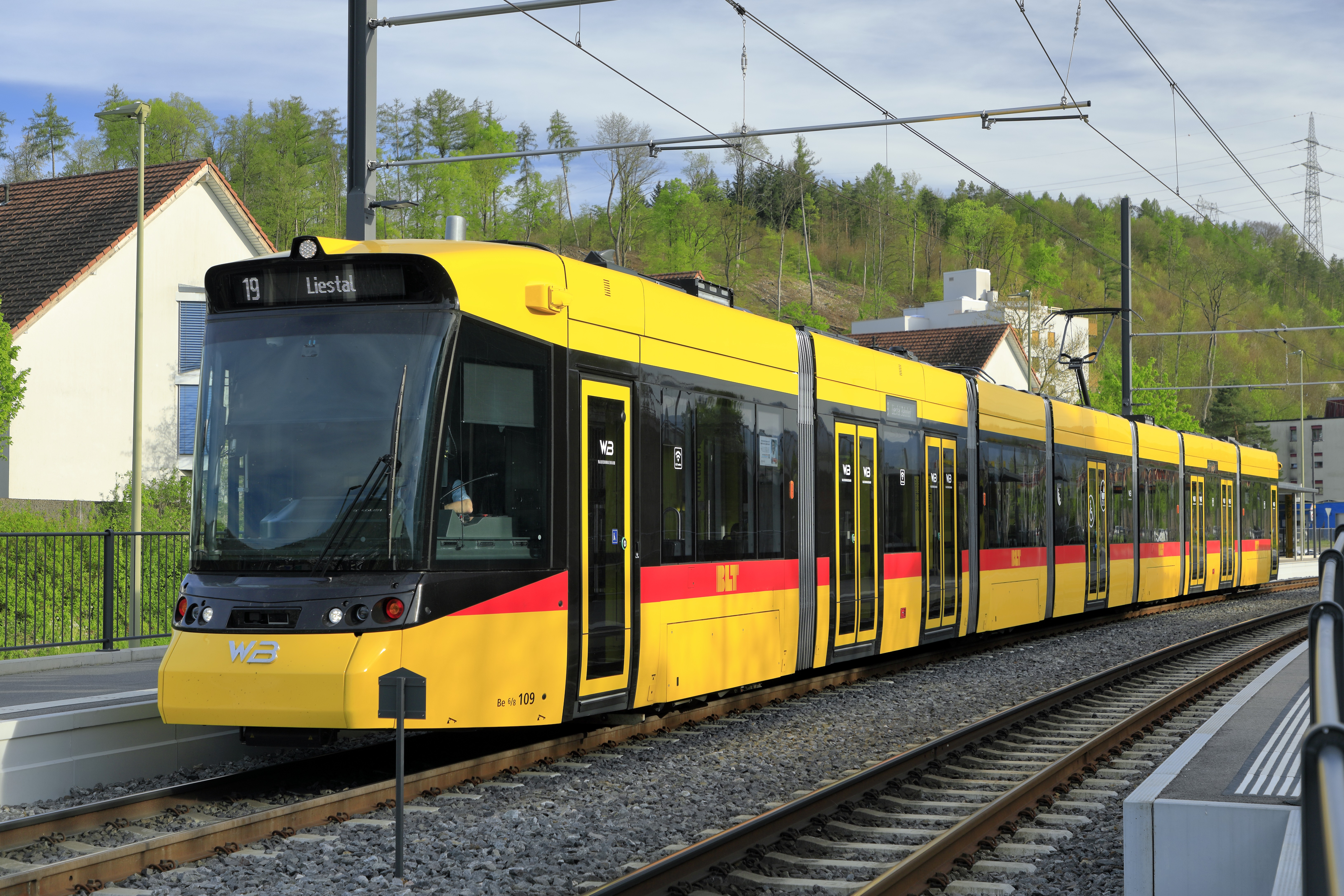
近代化に合わせて導入された新型電車・トラムリンク（2024年撮影）

## 運用
改軌後の2022年12月現在、ヴァルデンブルク鉄道は以下の路線で運行されており、「19号線」と呼ばれる事もある。運行間隔は通常30分、ラッシュ時には15分であり、ダイヤはリースタル駅（Liestal）でスイス連邦鉄道の列車と乗り換えができるよう設定されている。
| 駅名                   | 接続交通機関            | 備考・参考 |
| ---------------------- | ----------------------- | ---------- |
| Liestal                | スイス連邦鉄道 路線バス |            |
| Gräubern               |                         |            |
| Bad Bubendorf          | 路線バス                |            |
| Talhaus                |                         |            |
| Lampenberg-Ramlinsburg | 路線バス                |            |
| Hölstein               | 路線バス                |            |
| Hölstein Süd           |                         |            |
| Hirschlang             |                         |            |
| Niederdorf             |                         |            |
| Winkelweg              | 路線バス                |            |
| Oberdorf               |                         |            |
| Waldenburg             | 路線バス                |            |

## 車両

### 現有車両

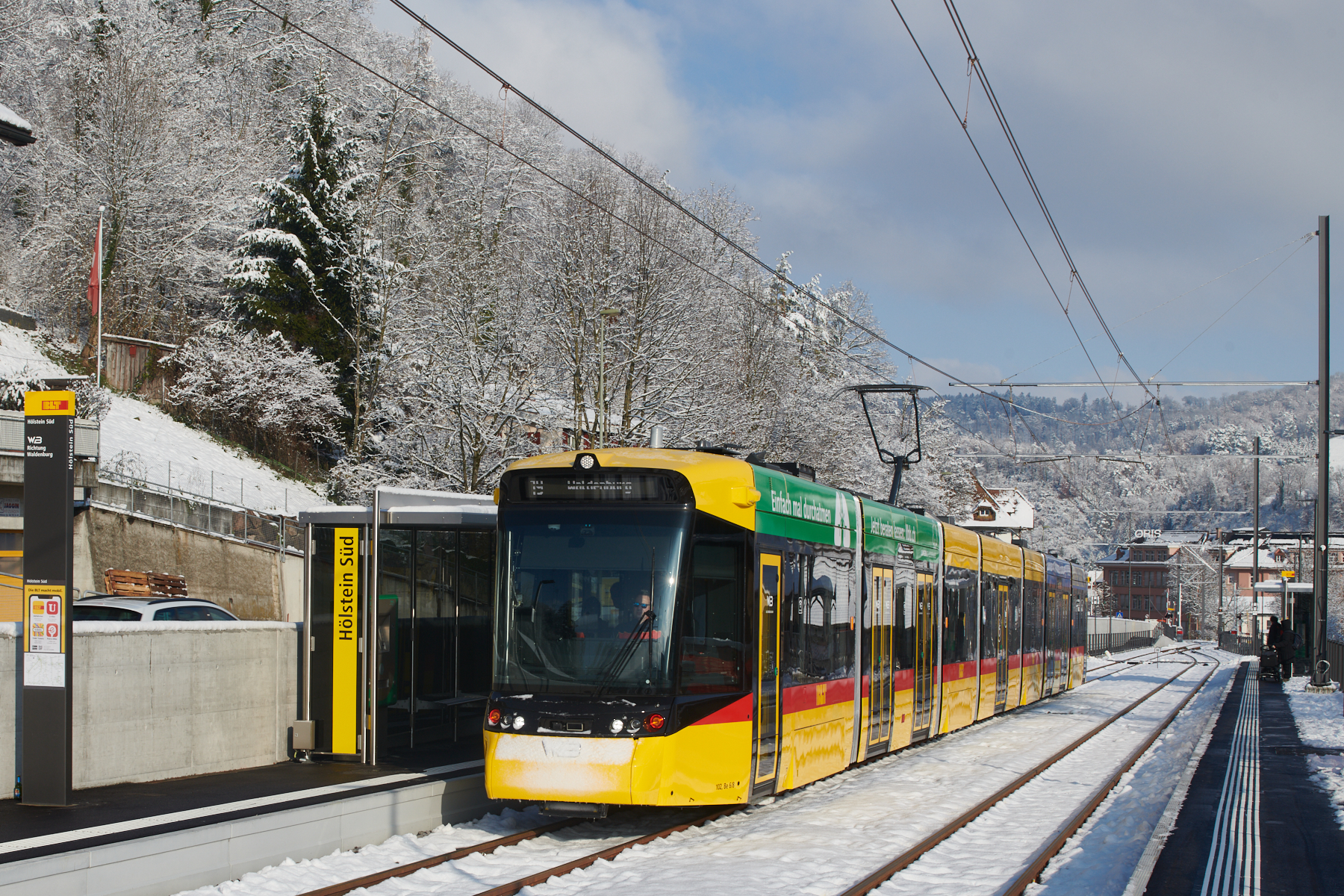
トラムリンク（2022年撮影）

2022年の改軌・運行再開以降、ヴァルデンブルク鉄道で使用されているのはシュタッドラー・レールが展開する超低床電車のトラムリンク（Be 6/8）である。両運転台式の7車体連接車で10両（101 - 110）が導入されており、多客時には2両を連結した運用も行われる。2018年の発注の際にはアールガウ州とチューリッヒ州で公共交通機関を運営するアールガウ交通（Aargau Verkehr AG）との共同発注が行われており、導入コストの削減が図られている。

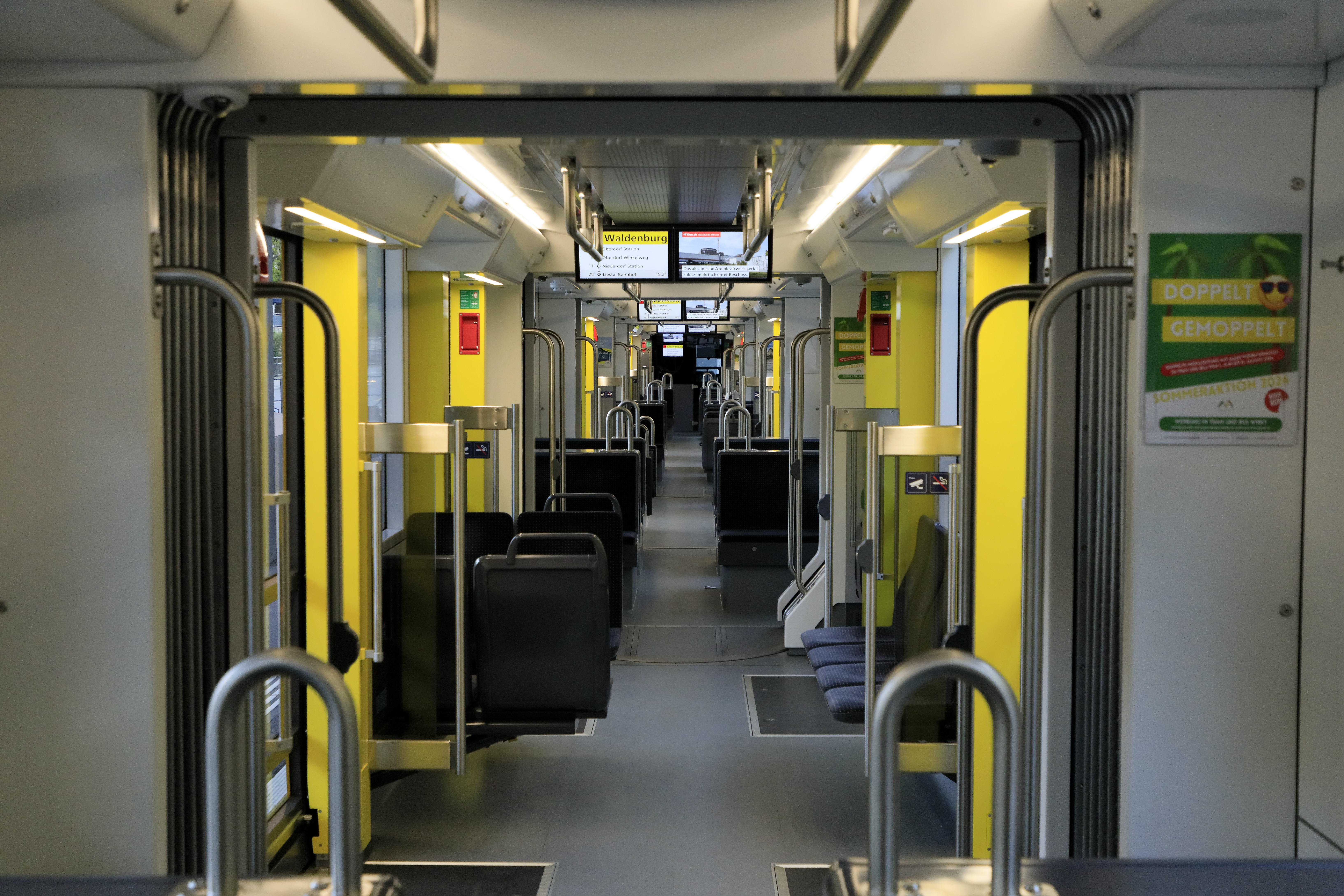
車内
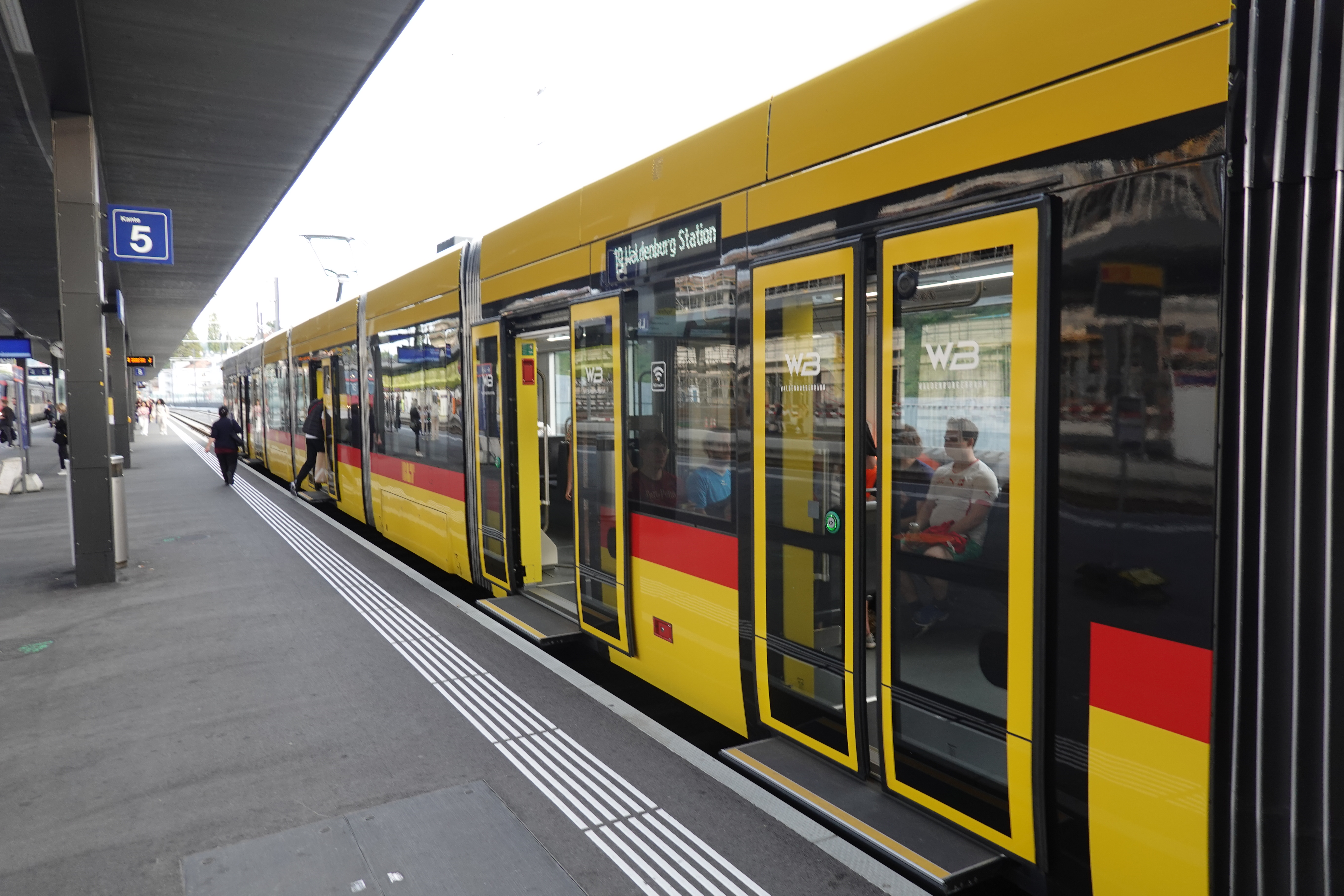
乗降扉

| 主要諸元  | 主要諸元    | 主要諸元 | 主要諸元 | 主要諸元 | 主要諸元 | 主要諸元 | 主要諸元 | 主要諸元 | 主要諸元      |
| 車両番号  | 編成        | 運転台   | 最高速度 | 全長     | 全幅     | 全高     | 着席定員 | 立席定員 | 備考・参考    |
| --------- | ----------- | -------- | -------- | -------- | -------- | -------- | -------- | -------- | ------------- |
| 101 - 110 | 7車体連接車 | 両運転台 | 80km/h   | 44,180mm | 2,400mm  | 3,610mm  | 104人    | 177人    | [ 16 ] [ 18 ] |

### 過去の車両

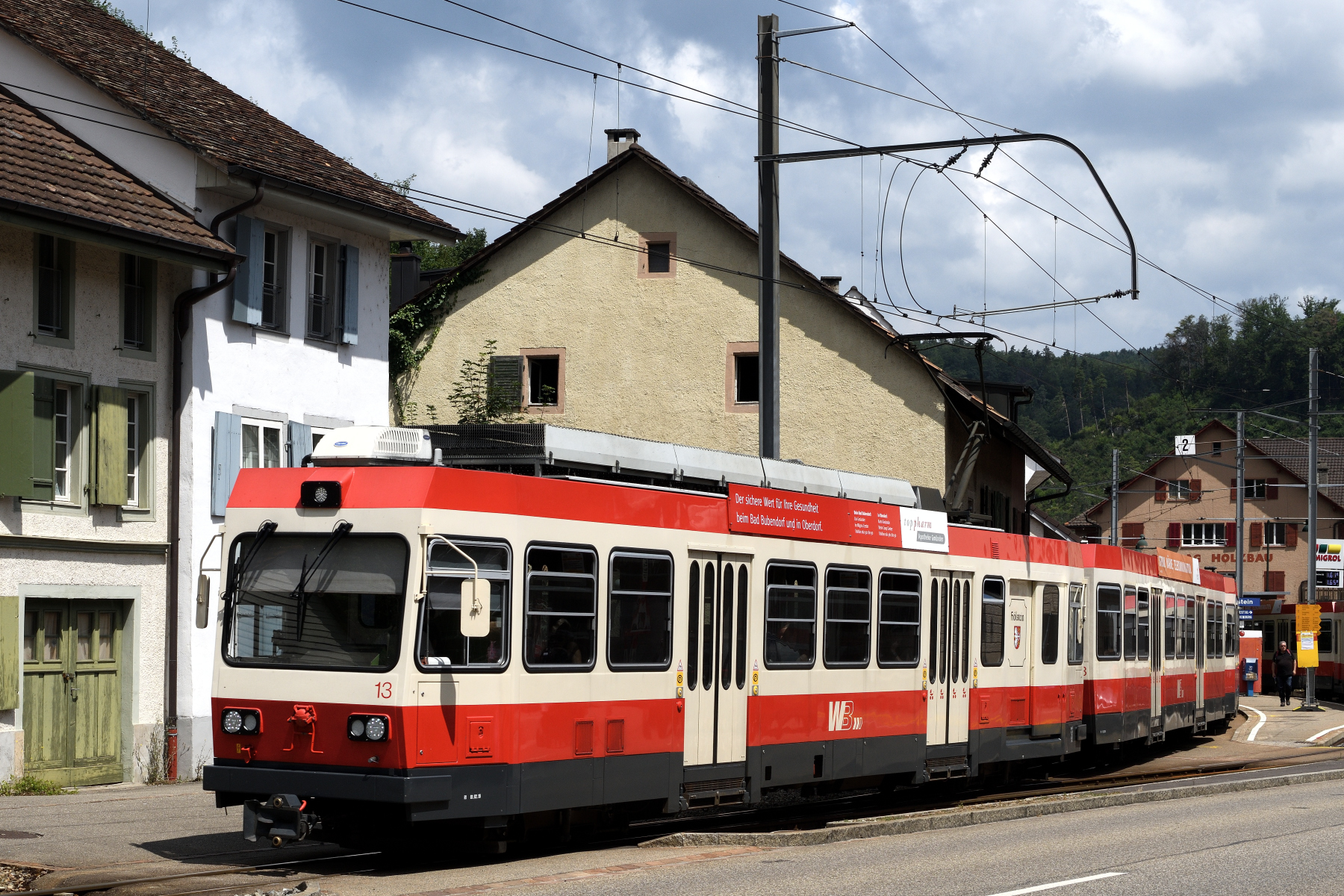
BDe4/4（2019年撮影）

2021年の改軌に伴う運行休止まで営業運転に使用された車両は、1980年代から1990年代にかけて製造された電動車のBDe4/4 11 - BDe4/4 17および制御車のBt 111 - Bt 120であった。引退後は全車とも電化計画が存在するスロバキアの軽便鉄道であるチェルノフロン鉄道へ譲渡され、2025年からの本格的な営業運転開始を予定している。
また、1980年以降動態保存運転が行われていた蒸気機関車の5号機（G 3/3 Nr 5）や客車（WB48）、貨車（G208）については2018年以降タルハウス駅（Talhaus）で静態保存されている。

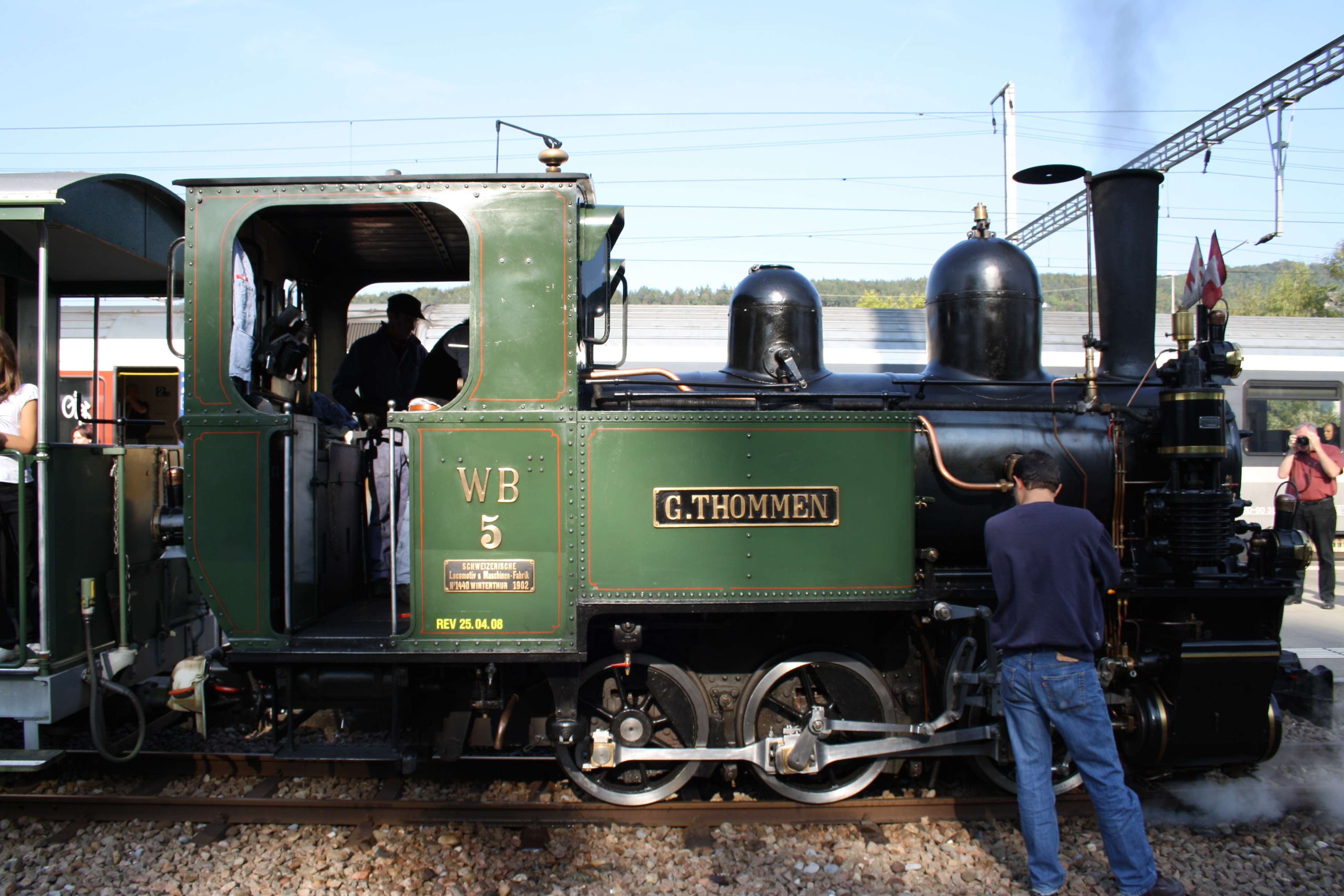
動態保存運転が行われていた5号機（2009年撮影）